# إيرما بوم
إيرما بوم (بالهولندية: Irma Boom)‏ هي مصممة جرافيك هولندية، ولدت في 15 ديسمبر 1960 في لوخيم في هولندا.

## وصلات خارجية
- الموقع الرسمي